# 科洛索維赫島

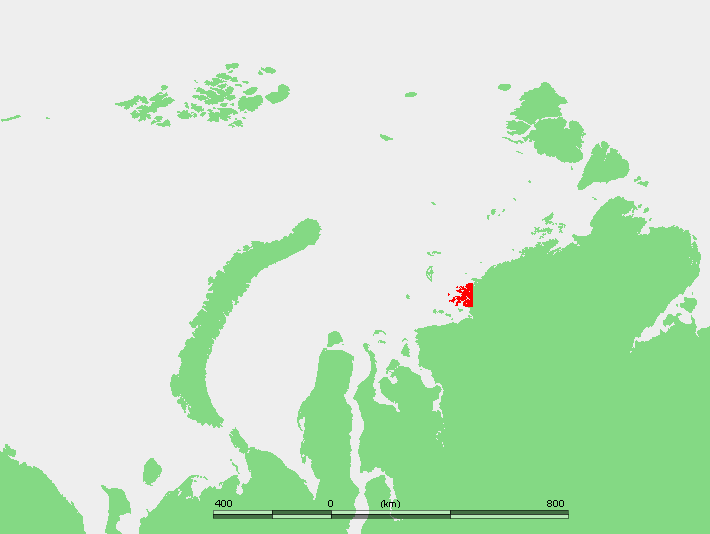

科洛索維赫島是俄羅斯的島嶼，位於喀拉海，由克拉斯諾亞爾斯克邊疆區負責管轄，附近海域在冬季結冰，沿岸地區氣候嚴寒，島上無人居住。
74°50′N 86°15′E / 74.833°N 86.250°E